# Podmaniczky Félix
Báró aszódi és podmanini Podmaniczky Félix, Felix von Podmaniczky (Budapest, 1914. január 14. – München, 1990. július 6.) magyar filmrendező, forgatókönyvíró, huszárhadnagy.

## Élete
Édesapja báró Podmaniczky Béla császári és királyi huszárkapitány, udvari tanácsos, anyja Krenn Katalin. Első felesége Fantó Hedvig Mónika (1936. április 15.), második felesége Bilinszky Ibolya énekesnő (1941. február 5.). Harmadik felesége Schönbrunn Ella. Kezdetben a Ludovika Akadémia növendéke volt, ahonnan azonban eltanácsolták. Filmművészettel 1934-től kezdve foglalkozott, díszletmunkásként kezdte, 1936-ban pedig Báky József asszisztense volt egy filmforgatáson, 1940-ben rendezte első filmjét, az Erzsébet királynét. 1945 januárjában valószínűleg féltékenységből gyilkosságot követett el. 1953-ban egy ideig keszonmunkásként dolgozott, 1956-ban az NSZK-ba szökött.

## Gyilkossági ügye
Podmaniczky Félixet gazdasági bűncselekményért is elítélték. Ezek egy része arany és élelmiszer, más része festmények csempészése volt. Ezek miatt nyolc éves börtönre ítélték. Ekkor kezdték el feltárni a Kovács István ellen elkövetett gyilkosság ügyét. Kovács korábban barátja volt Podmaniczkynek, ám sajnálatos módon a felesége szeretője; annyira, hogy az asszony egy időre hozzá is költözött.
A legnagyobb sajtóvisszhangot Kovács István meggyilkolása kapta. 1945 januárjában saját lakásán lelőtt egy Kovács István nevű mérnököt, majd testét mások segítségével elrejtette. Tettéért az év elején letartóztatták. Vallomásában azt állította, hogy önvédelemből használta fegyverét, mivel Kovács rárontott otthonában, és magát védte, amikor lelőtte támadóját. Az ügyben elhangzottak olyan vallomások is, melyek szerint faji gyűlölet vezette Podmaniczkyt, és ismerőseinek többször hangoztatta, hogy megöli Kovácsot. Kellő bizonyíték hiányában a rendőrség elengedte. 1946 májusában azonban a tanúk kihallgatása során Kovács nevelőapja terhelő vallomást tett rá, illetve bizonyítékokkal is alátámasztotta azon állítását, miszerint Podmaniczky előre megfontoltan hajtotta végre a gyilkosságot. A nevelőapa egy levelet adott át a vizsgálóbírónak, amelyet a vádlott csempészett ki ismerőseinek, megírva benne, miként valljanak. Levelében azt kérte, állítsák azt, hogy Kovács féltékenységében rontott rá. Az orvosszakértői vélemény azt állapította meg, hogy a sértettet csupán egyetlen lövés érte, s ezzel bizonyítottnak tekintette a felindulásból elkövetett cselekményt. Így a büntetést egy évre mérsékelte.
Podmanicky és a „szép szőke színésznő” Bilinszky Ibolya elváltak. 1956-ban Podmaniczky nyugatra menekült, s ott (Münchenben) vette feleségül harmadik feleségét (Schönbrunn Ella).

## Filmográfia
- Erzsébet királyné (1940)
- Erdélyi kastély (1940)
- Hétszilvafa (1940)
- A kegyelmes úr rokona (1941)
- Leányvásár (1941)
- Három csengő (1941)
- Az intéző úr (1941)
- Régi nyár (1941)
- Gentryfészek (1941)
- Álomkeringő (forgatókönyvíró is, 1942)
- Családunk szégyene (forgatókönyvíró is, Babay Józseffel, 1942)
- Lejtőn (1943)
- Éjféli keringő (1944)
- Wieder aufgerollt: Der Nürnberger Prozess (1959)
- Die Diktatoren (1961)